# 英格·米勒
英格·米勒（英語：Inger Miller，1972年6月12日—），美国女子田径运动员，主攻短跑。她曾代表美国参加1996年夏季奥林匹克运动会田径比赛，获得女子4×100米接力金牌。